# Руппия
Ру́ппия (лат. Ruppia) — род многолетних травянистых растений монотипного семейства Ру́ппиевые (Ruppiáceae) порядка Частухоцветные (Alismatales).

## Название
Научное латинское название рода дано Карлом Линнеем в честь немецкого ботаника Генриха Бернарда Руппа (1688—1719), составившего Йенскую флору (лат. Flora Jenensis, 1718).

## Распространение и среда обитания
Руппиевые распространены во внетропических областях обоих полушарий, а отчасти также в горных районах тропиков. Руппии — обычно растущие большими колониями водные растения, напоминающие по облику узколистные рдесты (Potamogeton). Однако, в отличие от последних, они обитают только в солоноватых водоёмах разной степени солёности. Там, где такие водоёмы отсутствуют (например, в большей части таежной зоны Евразии, исключая морское побережье), там нет и руппии. Встречаются они и высоко в горах (например, в Андах на высоте до 4000 м над уровнем моря), если там есть солёные озёра.
Отдельные виды руппии заметно отличаются по своей экологии. Наименее галофильный из них — Руппия коротконожковая (Ruppia brachypus) растёт в дельтах рек и приморских лагунах с очень слабой солёностью воды. К водоёмам с большим содержанием солей приурочена широко распространённая руппия морская (Ruppia maritima). Она отсутствует, например, в опреснённой Невой части Финского залива (Ленинградская область), но встречается в изобилии в водоёмах, образованных солёными источниками, близ курорта Старая Русса (Новгородская область). На южных границах России эта руппия — обычное растение солёных озёр, хотя в горько-солёных озёрах её замещает более редкая руппия трапанинская (Ruppia drepanensis). В морских заливах и приморских лагунах с ещё более солёной водой встречаются виды с очень длинными, спирально согнутыми ножками соцветий: широко распространённая руппия усиконосная и северотихоокеанская руппия западная (Ruppia occidentalis). Кроме того, эти виды имеют более толстые корневища и могут обитать на больших глубинах.

## Ботаническое описание
Руппии — многолетние растения, полностью или почти полностью погружённые в воду, с довольно длинными и тонкими ползучими корневищами, от узлов которых отходят неразветвлённые корни с очень длинными корневыми волосками. Однако некоторые виды руппии могут расти, цвести и плодоносить также в свободно плавающем состоянии, при соприкосновении с дном водоёмов вновь укрепляясь на нём с помощью придаточных корней.
Листья руппии узколинейные, иногда нитевидные, сидячие, обычно лишь с одной слабо заметной жилкой. Приросшие к их нижней части прилистники образуют охватывающее стебель, но незамкнутое влагалище. На стеблях листья обычно располагаются очерёдно, и только на верхушке имеются одна или две пары супротивных или почти супротивных листьев с немного более вздутыми влагалищами.
Соцветие сначала заключено в расширенное влагалище одного из двух верхних листьев побега. Затем ножка соцветия быстро удлиняется, причём у некоторых видов, например, у руппии усиконосной (Ruppia cirrhosa), она достигает очень большой длины и скручивается в виде спирали. Каждое соцветие состоит из двух сближенных обоеполых цветков, не имеющих прицветников и околоцветника, если не считать двух очень мелких чешуевидных выростов, расположенных у основания тычинок и часто принимаемых за рудименты околоцветника. У руппии очень хорошо выражена протандрия, препятствующая самоопылению, и цветки каждого соцветия проходят как бы две фазы развития: сначала мужскую, потом женскую. В мужской фазе цветок имеет два супротивных, почти сидячих пыльника, каждый с двумя крупными почковидными гнёздами, разделёнными довольно широким связником. Расположенный между пыльниками гинецей из 2—10 свободных плодолистиков в это время ещё недоразвит. После вскрытия и освобождения от пыльцы пыльники опадают, но разрастаются и становятся способными к восприятию пыльцы. Кроме того, во время женской фазы цветения быстро начинают удлиняться основания плодолистиков. В результате этого плодолистики каждого цветка оказываются расположенными на длинных и тонких ножках, выходящих из одного места и производящих впечатление лучей зонтиковидного соцветия. Наблюдая такие «зонтики» при плодах, трудно поверить в то, что каждый отдельный плодик формируется не из целого цветка, а лишь из его части. Невскрывающиеся семянные плодики руппии обычно имеют обратногрушевидную форму, но более или менее асимметричны. Они принадлежат к числу костянкообразных плодов, так как наружная оболочка у них мясистая и богатая крахмалом, а внутренняя очень твёрдая.
Хотя для руппии отмечалась возможность опыления ветром её цветков в случаях, когда они возвышаются над поверхностью воды, в настоящее время для всех видов этого рода установлена гидрофилия. Попадая в воду после вскрытия пыльников, эллипсоидальные и немного согнутые, часто почти почковидные пыльцевые зёрна свободно плавают в воде, постепенно поднимаясь к её поверхности, и приходят в соприкосновение с рыльцами цветков, находящихся в женской фазе. Если у менее галофильной руппии морской опыление обычно осуществляется в воде и лишь отчасти на её поверхности, то у руппии усиконосной и других видов, обитающих в более солёной (и потому более тяжёлой) воде, пыльцевые зёрна быстро поднимаются на её поверхность, где в основном и происходит опыление. Расположению соцветий этих видов руппии во время женской фазы цветков на поверхности воды помогают длинные ножки соцветий, спиральные изгибы которых позволяют реагировать на изменения глубины водоёмов во время приливов и отливов или во время волнения моря. Кроме того, эти спиралеобразные ножки могут вращать соцветия на поверхности воды, вследствие чего увеличивается возможность контакта их с плавающей пыльцой.
Плодики руппии, вероятно, распространяют рыбы и птицы, использующие в пищу их мясистую оболочку, в то время как твёрдая косточка проходит через пищевод животных без повреждений (эндозоохория). Руппия легко размножается также вегетативно, с помощью частей корневищ и плавающих побегов, способных укореняться. Зрелые плодики обычно долго сохраняются на материнских побегах и могут вместе с ними перемещаться ветром и морскими течениями на большие расстояния.

## Классификация
Семейство монотипно — состоит из одного рода Руппия (Ruppia L.), включающего 10 видов:
- Ruppia brevipedunculata Shuo Yu & Hartog (2014)
- Ruppia cirrhosa (Petagna) Grande (1918) — Руппия усиконосная
- Ruppia didyma Sw. ex Wikstr. (1825)
- Ruppia drepanensis Tineo (1845)
- Ruppia filifolia (Phil.) Skottsb. (1916)
- Ruppia maritima L. (1753) typus[3] — Руппия морская
- Ruppia megacarpa R.Mason (1967)
- Ruppia polycarpa R.Mason (1967)
- Ruppia sinensis Shuo Yu & Hartog (2014)
- Ruppia tuberosa J.S.Davis & Toml. (1974)